# La scorta
La scorta è un film del 1993 diretto da Ricky Tognazzi.
La didascalia iniziale indica che il film è «liberamente ispirato ai fatti accaduti al giudice Francesco Taurisano e agli uomini della sua scorta».
Il film racconta la vicenda di un magistrato che conduce un'inchiesta in Sicilia, e le vicende degli uomini della sua scorta.
Fu presentato in concorso al 46º Festival di Cannes.

## Trama
Alla Procura della Repubblica di Trapani è appena stato trasferito da Varese il magistrato Michele De Francesco con l'incarico di sostituto procuratore, subentrando al collega Rizzo, appena ucciso. Qui gli viene presentato il brigadiere Andrea Corsale, capo della sua nuova scorta, di cui fanno parte gli appuntati Angelo Mandolesi e Raffaele Frasca, il carabiniere Fabio Muzzi e l'autista Nicola Torre, che conoscerà la mattina dopo.
Il clima locale per i nuovi arrivati è tiepido: il giudice De Francesco è accolto con sospetto da un impiegato della Procura,
Polizzi, che parla male di lui a Corsale; la scorta, inoltre, dispone di una sola auto blindata, di solo due giubbotti antiproiettile per tutti i carabinieri, e ha la benzina razionata. Una mattina addirittura il motore dell'auto blindata cede sotto casa del magistrato, e la scorta deve dividersi, con Muzzi, Corsale e Frasca nell'altra macchina insieme al procuratore, mentre Mandolesi e Torre aspettano l'auto blindata sostitutiva.
De Francesco riprende l'inchiesta del predecessore sulla concessione delle forniture idriche a imprese private, scoprendo presto delle irregolarità e dispone il sequestro dei pozzi, che sono le sole fonti di approvvigionamento idrico di Trapani. Assume anche l'indagine sulla costruzione di una nuova diga, che sembra coinvolgere il viceprefetto Scavone e il boss mafioso locale Giuseppe Mazzaglia.
La sua attività fa molto rumore: la scrivania del suo ufficio viene forzata, i suoi documenti importanti spariscono nell'indifferenza di Polizzi, il solo custode delle chiavi degli uffici, e il procuratore capo Caruso gli toglie l'inchiesta, che continua lo stesso a condurre da solo: ormai si fida solo della sua scorta, diventata nel frattempo quasi una seconda famiglia. Saranno loro a trascrivere le intercettazioni, effettuare i pedinamenti e battere a macchina i verbali. Questo aumenta l'ostilità del personale della Procura nei suoi confronti, che protesta con Caruso.
La "squadra" del giudice De Francesco fa progressi e scopre un altro personaggio sospetto: è il politico Nestore Bonura, l'unico che aveva difeso pubblicamente il magistrato per il sequestro dei pozzi. Altri ostacoli vengono però frapposti tra De Francesco e la verità: all'uscita da un ristorante sul lungomare, una bomba montata su una delle due auto, destinata alla giovanissima figlia del magistrato (accompagnata dalla scorta), uccide Frasca e attira anche l'attenzione del procuratore Caruso, a pranzo nello stesso ristorante, quando invece avrebbe dovuto incontrare in ufficio De Francesco per l'inchiesta.
Pochi giorni dopo viene ucciso in un agguato anche il deputato Bonura con l'agente di scorta. Si avvicina la fine dell'avventura del magistrato: il procuratore capo Caruso, dopo la morte di Bonura, ha inviato al Consiglio Superiore della Magistratura una denuncia contro De Francesco per «manifesta incompatibilità ambientale», che è stata accolta e che comporta il trasferimento immediato suo e dei carabinieri della scorta. Caruso non sa però che De Francesco lo ha denunciato a sua volta e, di fronte al rischio di un provvedimento contro di lui, preferisce il prepensionamento.

## Riconoscimenti
- 1993 - David di Donatello
  - Miglior regista a Ricky Tognazzi
  - Miglior produttore a Claudio Bonivento
  - Miglior fotografia a Alessio Gelsini Torresi
  - Miglior montaggio a Carla Simoncelli
  - Miglior sonoro a Remo Ugolinelli
  - Nomination Miglior film
  - Nomination Miglior sceneggiatura a Simona Izzo e Graziano Diana
  - Nomination Miglior attore non protagonista a Leo Gullotta
  - Nomination Miglior colonna sonora a Ennio Morricone
- 1994 - Nastro d'argento
  - Nomination Regista del miglior film a Ricky Tognazzi
  - Nomination Miglior attore protagonista a Carlo Cecchi, Claudio Amendola, Enrico Lo Verso, Tony Sperandeo e Ricky Memphis
  - Nomination Miglior attore non protagonista a Leo Gullotta
- 1994 - Festival del film poliziesco di Cognac
  - Grand Prix a Ricky Tognazzi
- 1993 - Festival di Cannes
  - Nomination Palma d'oro a Ricky Tognazzi